# Luca Hänni
Luca Hänni (Berna, 8 de outubro de 1994) é um cantor e compositor suíço mais conhecido por representar a Suíça no Festival Eurovisão da Canção, no qual ficou em quarto lugar com a música She Got Me. Durante a sua juventude, participou de bandas locais com seus amigos. Contratado pela Universal Music, lançou seu primeiro álbum de estúdio em 2012, My Name Is Luca.ca.

## Biografia

### 1994-2011: Infância e adolescência
Luca Hänni nasceu em 8 de outubro de 1994 em Berna, Suíça. Ele iniciou um curso para pedreiro, mas deixou após entrar na nona edição do Deutschland sucht den Superstar. Quando adolescente fez cursos e se especializou como pianista e guitarrista. Hänni se diz fã de Justin Bieber e tornou-se conhecido após postar covers de canções do mesmo em sua conta no VEVO / YouTube.

### DSDS e primeiro álbum
Logo que entrou no reality show Deutschland sucht den Superstar, Hänni ficou conhecido como o símbolo sexual do programa devido ao grande sucesso com a o público feminino. Ele foi comparado diversas vezes com Alexander Klaws, vencedor da primeira edição do programa. Ele foi considerado por Dieter Bohlen como o favorito a conquista do programa. O ex-candidato Thomas Karaoglan criticou Hänni por em sua foto promocional está sem camisa, afirmando que isto faria que o público feminino votasse por sua beleza ao invés de seu talento. Ele ganhou a nona temporada, com 52,85% dos votos e se tornou o mais jovem a vencer o programa.
Em 18 de maio de 2012, foi distribuído o seu primeiro álbum de estúdio My Name Is Luca, contendo as faixas interpretadas por ele durante sua participação no Deutschland sucht den Superstar e três faixas inéditas. Foi produzido por Dieter Bohlen. "Don't Think About Me" foi lançado como primeiro single a 28 de maio de 2012 e alcançou a primeira posição na Alemanha, Áustria e Suíça, neste ultimo foi certificado de ouro pela IFPI Schweiz devido as 20 mil cópias comercializadas. As faixas "I Will Die For You", "The A Team" e "Allein allein" obtiveram as quadragésima segunda, quadragésima quarta e a 55ª no Swiss Singles Chart devido aos downloads digitais. "I Will Die For You" será lançado como segundo single do álbum e o vídeo acompanhante teve locação em Barcelona, Espanha.

## Discografia

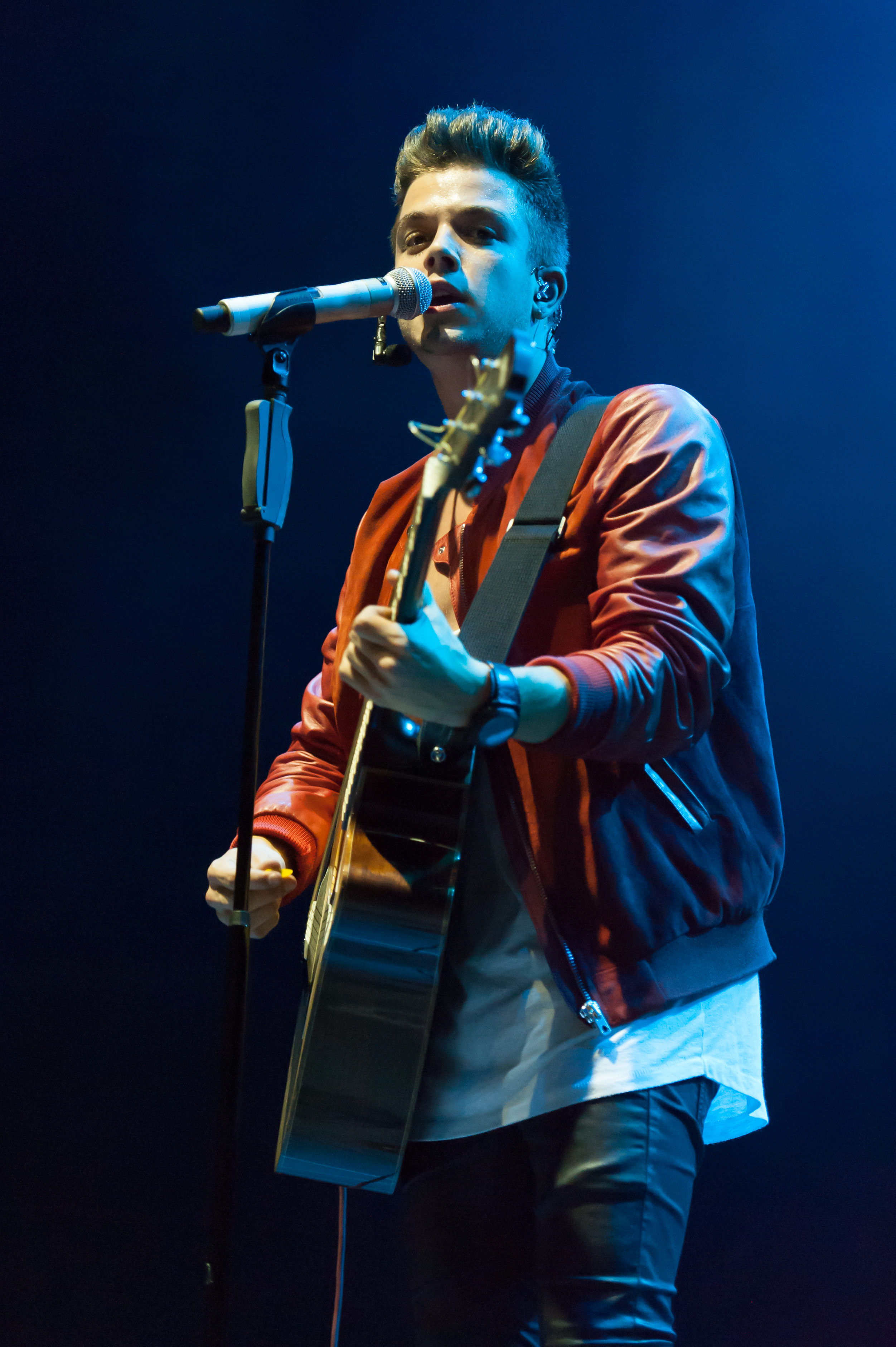
Luca Hänni 2014

### Álbuns
| Ano  | Detalhes do álbum                                | Melhores posições atingidas | Melhores posições atingidas | Melhores posições atingidas | Certificações |
| Ano  | Detalhes do álbum                                | AUT                         | ALE                         | SUI                         | Certificações |
| ---- | ------------------------------------------------ | --------------------------- | --------------------------- | --------------------------- | ------------- |
| 2012 | My Name Is Luca - Formatos: CD, download digital | 1                           | 2                           | 1                           | - : Ouro      |

### Singles
| Ano  | Canção                 | Melhores posições atingidas | Melhores posições atingidas | Melhores posições atingidas | Certificações |
| Ano  | Canção                 | AUT                         | ALE                         | SUI                         | Certificações |
| ---- | ---------------------- | --------------------------- | --------------------------- | --------------------------- | ------------- |
| 2012 | "Don't Think About Me" | 1                           | 1                           | 1                           | - : Ouro      |
| 2012 | "I Will Die For You"   | 67                          | —                           | 42                          |               |

### Outras canções
| Ano  | Canção          | Melhores posições atingidas | Melhores posições atingidas | Melhores posições atingidas | Certificações |
| Ano  | Canção          | AUT                         | ALE                         | SUI                         | Certificações |
| ---- | --------------- | --------------------------- | --------------------------- | --------------------------- | ------------- |
| 2012 | "Allein Allein" | —                           | —                           | 55                          |               |
| 2012 | "The A Team"    | —                           | —                           | 44                          |               |